# Список риб України
Перелік риб фауни України. Охоплює 266 видів, як аборигенних, так й інтродукованих...

## Структура переліку
У стовпці про походження виду вказано його належність до морських, прісноводних, солонуватоводних, прохідних (анадромних або катадромних), або евригалинних видів. У тому ж стовпці вказана належність до аборигенних (місцевих), інтродукованих, або інвазивних видів. В окремих випадках, коли відомі лише поодинокі знахідки виду, останні вказані як випадкові.
Наступні теги використовуються для виділення охоронного статусу кожного виду за оцінками МСОП:
| EX | Extinct               | Вимерлий у природі             |
| CR | Critically Endangered | Види на межі зникнення         |
| EN | Endangered            | Знаходиться під загрозою       |
| VU | Vulnerable            | Уразливий                      |
| NT | Near Threatened       | Близький до загрозливого стану |
| LC | Least Concern         | Найменший ризик                |
| DD | Data Deficient        | Даних недостатньо              |
| NE | Not Evaluated         | Недосліджений                  |

## Видовий склад фауни
Перелік містить 111 прісноводних видів, 101 морський вид, 36 солонуватоводних, 15 прохідних, серед яких 13 анадромних і тільки один (вугор європейський Anguilla anguilla) катадромний, а також три евригалинних види (два види колючок, колючка триголкова Gasterosteus aculeatus і колючка південна Pungitius platygaster, і інтродукований вид окунь смугастий Morone saxatilis).
Серед вказаних видів до аборигенної фауни належить 221 вид. 25 видів були штучно інтродуковані до водойм України; крім того відношення до інтродуцентів ще одного виду, коропа звичайного Cyprinus carpio дискусійне. 9 видів належать до інвазивних, тобто були штучно випадково вселені (як наприклад медака китайська Orizias sinensis, або ротань-головешка Perccottus glenii), чи то самостійно вселилися до українських вод (такі як бички великоголовий Millerigobius macrocepalus і лисун Бата Pomatoschistus bathi). Належність ще двох видів, сарпи Sarpa salpa і доради Sparus aurata, до вселенців дискусійна, оскільки вони належать до аборигенної фани південної частини Чорного моря, але раніше не відзначались біля українських берегів. Ще вісім видів є випадковими у наших водах, відзначені поодинокі випадки їх спостереження, тому їх належність до аборигенної фауни (можливо рідкісні види), або до вселенців (не прижилися) — теж дискусійна.

## Список
| Наукова назва                               | Автор таксона                                    | Українська назва             | Походження                    | Статус МСОП              | Зображення |
| Ряд: Міногоподібні (Petromyzontiformes)     |                                                  |                              |                               |                          |            |
| Родина: Міногові (Petromyzontidae)          |                                                  |                              |                               |                          |            |
| Eudontomyzon danfordi                       | Regan, 1911                                      | Мінога угорська              | Прісноводний, місцевий        | Найменший ризик          |            |
| Eudontomyzon mariae                         | (Berg, 1931)                                     | Мінога українська            | Прісноводний, місцевий        | Найменший ризик          |            |
| Ряд: Скатоподібні (Rajiformes)              |                                                  |                              |                               |                          |            |
| Родина: Ромбові скати (Rajidae)             |                                                  |                              |                               |                          |            |
| Raja clavata                                | Linnaeus, 1758                                   | Морська лисиця               | Морський, місцевий            | Близький до загрозливого |            |
| Ряд: Орлякоподібні (Myliobatiformes)        |                                                  |                              |                               |                          |            |
| Родина: Хвостоколові (Dasyatidae)           |                                                  |                              |                               |                          |            |
| Dasyatis pastinaca                          | Linnaeus, 1758                                   | Морський кіт                 | Морський, місцевий            | Даних недостатньо        |            |
| Родина: Скатометеликові (Gymnuridae)        |                                                  |                              |                               |                          |            |
| Ряд: Катраноподібні (Squaliformes)          |                                                  |                              |                               |                          |            |
| Родина: Катранові (Squalidae)               |                                                  |                              |                               |                          |            |
| Squalus acanthias                           | Linnaeus, 1758                                   | Катран короткоперий          | Морський, місцевий            | Уразливий                |            |
| Ряд: Осетроподібні (Acipenseriformes)       |                                                  |                              |                               |                          |            |
| Родина: Осетрові (Acipenseridae)            |                                                  |                              |                               |                          |            |
| Acipenser gueldenstaedtii                   | (Brandt & Ratzeburg, 1833)                       | Осетер руський               | Анадромний, місцевий          | На межі зникнення        |            |
| Acipenser nudiventris                       | Lovetsky, 1828                                   | Шип                          | Анадромний, місцевий          | На межі зникнення        |            |
| Acipenser ruthenus                          | Linnaeus, 1758                                   | Стерлядь                     | Прісноводний, місцевий        | Уразливий                |            |
| Acipenser stellatus                         | Pallas, 1771                                     | Севрюга                      | Анадромний, місцевий          | На межі зникнення        |            |
| Acipenser sturio                            | Linnaeus, 1758                                   | Осетер атлантичний           | Анадромний, місцевий          | На межі зникнення        |            |
| Huso huso                                   | Linnaeus, 1758                                   | Білуга                       | Анадромний, місцевий          | На межі зникнення        |            |
| Родина: Веслоносові (Polyodontidae)         |                                                  |                              |                               |                          |            |
| Polyodon spathula                           | Walbaum, 1792                                    | Веслоніс американський       | Прісноводний, інтродуцент     | Уразливий                |            |
| Ряд: Вугреподібні (Anguilliformes)          |                                                  |                              |                               |                          |            |
| Родина: Вугреві (Anguillidae)               |                                                  |                              |                               |                          |            |
| Anguilla anguilla                           | Linnaeus, 1758                                   | Вугор європейський           | Катадромний, місцевий         | На межі зникнення        |            |
| Родина: Конгерові (Congridae)               |                                                  |                              |                               |                          |            |
| Conger conger                               | Linnaeus, 1758                                   | Морський вугор звичайний     | Морський, випадковий          | Недосліджений            |            |
| Ряд: Оселедцеподібні (Clupeiformes)         |                                                  |                              |                               |                          |            |
| Родина: Анчоусові (Engraulidae)             |                                                  |                              |                               |                          |            |
| Engraulis encrasicolus                      | Linnaeus, 1758                                   | Хамса                        | Морський, місцевий            | Недосліджений            |            |
| Родина: Оселедцеві (Clupeidae)              |                                                  |                              |                               |                          |            |
| Alosa caspia                                | (Eichwald, 1838)                                 | Пузанок каспійський          | Анадромний, місцевий          | Найменший ризик          |            |
| Alosa fallax                                | Lacépède, 1800                                   | Фінта                        | Анадромний, випадковий        | Найменший ризик          |            |
| Alosa immaculata                            | Bennett, 1835                                    | Пузанок чорноморський        | Анадромний, місцевий          | Уразливий                |            |
| Alosa maeotica                              | Grimm, 1901                                      | Оселедець керченський        | Анадромний, місцевий          | Найменший ризик          |            |
| Alosa tanaica                               | (Grimm, 1901)                                    | Пузанок азовський            | Анадромний, місцевий          | Найменший ризик          |            |
| Clupeonella cultriventris                   | (Nordmann, 1840)                                 | Тюлька звичайна              | Солонуватоводний, місцевий    | Найменший ризик          |            |
| Sardina pilchardus                          | Walbaum, 1792                                    | Сардина європейська          | Морський, місцевий            | Недосліджений            |            |
| Sardinella aurita                           | Valenciennes, 1847                               | Сардинка кругла              | Морський, випадковий          | Недосліджений            |            |
| Sprattus sprattus                           | (Linnaeus, 1758)                                 | Кілька                       | Морський, місцевий            | Недосліджений            |            |
| Ряд: Коропоподібні (Cypriniformes)          |                                                  |                              |                               |                          |            |
| Родина: Коропові (Cyprinidae)               |                                                  |                              |                               |                          |            |
| Abramis brama                               | Linnaeus, 1758                                   | Лящ                          | Прісноводний, місцевий        | Найменший ризик          |            |
| Alburnoides bipunctatus                     | (Bloch, 1782)                                    | Бистрянка звичайна           | Прісноводний, місцевий        | Найменший ризик          |            |
| Alburnus alburnus                           | Linnaeus, 1758                                   | Верховодка звичайна          | Прісноводний, місцевий        | Найменший ризик          |            |
| Alburnus leobergi                           | Freyhof & Kottelat, 2007                         | Селява азовська              | Солонуватоводний, місцевий    | Найменший ризик          |            |
| Alburnus mentoides                          | Kessler, 1859                                    | Селява кримська              | Прісноводний, місцевий        | Під загрозою вимирання   |            |
| Alburnus sarmaticus                         | Freyhof & Kottelat, 2007                         | Селява чорноморська          | Прісноводний, місцевий        | Під загрозою вимирання   |            |
| Aspius aspius                               | (Linnaeus, 1758)                                 | Білизна звичайна             | Прісноводний, місцевий        | Найменший ризик          |            |
| Ballerus ballerus                           | (Linnaeus, 1758)                                 | Синець звичайний             | Прісноводний, місцевий        | Найменший ризик          |            |
| Ballerus sapa                               | Pallas, 1814                                     | Білоочка                     | Прісноводний, місцевий        | Найменший ризик          |            |
| Barbus barbus                               | Linnaeus, 1758                                   | Марена звичайна              | Прісноводний, місцевий        | Найменший ризик          |            |
| Barbus borysthenicus                        | (Dybowski, 1862)                                 | Марена дніпровська           | Прісноводний, місцевий        | Недосліджений            |            |
| Barbus carpathicus                          | Kotlík, Tsigenopoulos, Ráb & Berrebi, 2002       | Марена карпатська            | Прісноводний, місцевий        | Найменший ризик          |            |
| Barbus petenyi                              | Heckel, 1852                                     | Марена румунська             | Прісноводний, місцевий        | Найменший ризик          |            |
| Barbus tauricus                             | Kessler, 1877                                    | Марена кримська              | Прісноводний, місцевий        | Уразливий                |            |
| Barbus waleckii                             | Rolik, 1970                                      | Марена Валецького            | Прісноводний, місцевий        | Найменший ризик          |            |
| Blicca bjoerkna                             | (Linnaeus, 1758)                                 | Плоскирка                    | Прісноводний, місцевий        | Найменший ризик          |            |
| Carassius auratus                           | (Linnaeus, 1758)                                 | Карась китайський            | Прісноводний, інтродуцент     | Недосліджений            |            |
| Carassius carassius                         | (Linnaeus, 1758)                                 | Карась звичайний             | Прісноводний, місцевий        | Найменший ризик          |            |
| Carassius gibelio                           | (Bloch, 1782)                                    | Карась сріблястий            | Прісноводний, інтродуцент     | Найменший ризик          |            |
| Chondrostoma nasus                          | Linnaeus, 1758                                   | Підуст звичайний             | Прісноводний, місцевий        | Найменший ризик          |            |
| Chondrostoma variabile                      | Yakovlev, 1870                                   | Підуст волзький              | Прісноводний, місцевий        | Найменший ризик          |            |
| Ctenopharyngodon idella                     | (Valenciennes, 1844)                             | Амур білий                   | Прісноводний, інтродуцент     | Недосліджений            |            |
| Cyprinus carpio                             | Linnaeus, 1758                                   | Короп звичайний              | Прісноводний, інтродуцент?    | Найменший ризик          |            |
| Gobio brevicirris                           | Fowler, 1976                                     | Пічкур коротковусий          | Прісноводний, місцевий        | Найменший ризик          |            |
| Gobio carpathicus                           | Vladykov, 1925                                   | Пічкур карпатський           | Прісноводний, місцевий        | Найменший ризик          |            |
| Gobio delyamurei                            | Freyhof & Naseka, 2005                           | Пічкур чорноріченський       | Прісноводний, місцевий        | На межі зникнення        |            |
| Gobio gobio                                 | (Linnaeus, 1758)                                 | Пічкур звичайний             | Прісноводний, місцевий        | Найменший ризик          |            |
| Gobio krymensis                             | Banarescu & Nalbant, 1973                        | Пічкур кримський             | Прісноводний, місцевий        | Уразливий                |            |
| Gobio sarmaticus                            | Berg, 1949                                       | Пічкур дністровський         | Прісноводний, місцевий        | Найменший ризик          |            |
| Hypophthalmichthys molitrix                 | (Valenciennes, 1844)                             | Товстолобик білий            | Прісноводний, інтродуцент     | Близький до загрозливого |            |
| Hypophthalmichthys nobilis                  | (Richandson, 1845)                               | Товстолобик строкатий        | Прісноводний, інтродуцент     | Даних недостатньо        |            |
| Leucaspius delineatus                       | Heckel, 1843                                     | Вівсянка                     | Прісноводний, місцевий        | Найменший ризик          |            |
| Leuciscus danilewskii                       | Kessler, 1877                                    | Ялець Данилевського          | Прісноводний, місцевий        | Найменший ризик          |            |
| Leuciscus idus                              | Linnaeus, 1758                                   | В'язь                        | Прісноводний, місцевий        | Найменший ризик          |            |
| Leuciscus leuciscus                         | (Linnaeus, 1758)                                 | Ялець звичайний              | Прісноводний, місцевий        | Найменший ризик          |            |
| Mylopharyngodon piceus                      | (Richardson, 1846)                               | Амур чорний                  | Прісноводний, інтродуцент     | Недосліджений            |            |
| Pelecus cultratus                           | (Linnaeus, 1758)                                 | Чехоня                       | Прісноводний, місцевий        | Найменший ризик          |            |
| Petroleuciscus borysthenicus                | (Kessler, 1859)                                  | Бобирець звичайний           | Прісноводний, місцевий        | Найменший ризик          |            |
| Phoxinus phoxinus                           | (Linnaeus, 1758)                                 | Мересниця річкова            | Прісноводний, місцевий        | Недосліджений            |            |
| Pseudorasbora parva                         | Temminck & Schlegel, 1846                        | Чебачок амурський            | Прісноводний, інвазивний      | Недосліджений            |            |
| Rhodeus amarus                              | Bloch, 1782                                      | Гірчак європейський          | Прісноводний, місцевий        | Найменший ризик          |            |
| Rhynchocypris percnurus                     | (Pallas, 1814)                                   | Мересниця озерна             | Прісноводний, місцевий        | Найменший ризик          |            |
| Romanogobio antipai                         | Bănărescu, 1953                                  | Пічкур-білопер Антипи        | Прісноводний, місцевий        | Вимерлий                 |            |
| Romanogobio belingi                         | (Slastenenko, 1934)                              | Пічкур-білопер дніпровський  | Прісноводний, місцевий        | Найменший ризик          |            |
| Romanogobio kesslerii                       | (Dybowski, 1862)                                 | Пічкур-білопер дністровський | Прісноводний, місцевий        | Найменший ризик          |            |
| Romanogobio tanaiticus                      | (Naseka, 2001)                                   | Пічкур-білопер донський      | Прісноводний, місцевий        | Найменший ризик          |            |
| Romanogobio uranoscopus                     | (Agassiz, 1828)                                  | Пічкур дунайський            | Прісноводний, місцевий        | Найменший ризик          |            |
| Romanogobio vladykovi                       | (Fang, 1943)                                     | Пічкур-білопер Владикова     | Прісноводний, місцевий        | Найменший ризик          |            |
| Rutilus frisii                              | (Nordmann, 1840)                                 | Вирозуб                      | Прісноводний, місцевий        | Найменший ризик          |            |
| Rutilus heckelii                            | Nordmann, 1840                                   | Тараня                       | Прісноводний, місцевий        | Найменший ризик          |            |
| Rutilus kutum                               | Kamensky, 1901                                   | Кутум                        | Прісноводний, інтродуцент     | Недосліджений            |            |
| Rutilus rutilus                             | Linnaeus, 1758                                   | Плітка звичайна              | Прісноводний, місцевий        | Найменший ризик          |            |
| Rutilus virgo                               | (Heckel, 1852)                                   | Плітка панонська             | Прісноводний, місцевий        | Найменший ризик          |            |
| Scardinius erythrophthalmus                 | (Linnaeus, 1758)                                 | Краснопірка звичайна         | Прісноводний, місцевий        | Найменший ризик          |            |
| Squalius cephalus                           | Linnaeus, 1758                                   | Головень європейський        | Прісноводний, місцевий        | Найменший ризик          |            |
| Telestes souffia                            | (Risso, 1827)                                    | Ялець-андруга звичайний      | Прісноводний, місцевий        | Найменший ризик          |            |
| Tinca tinca                                 | (Linnaeus, 1758)                                 | Лин                          | Прісноводний, місцевий        | Найменший ризик          |            |
| Tribolodon brandtii                         | (Dybowski, 1872)                                 | Угай тихоокеанський          | Анадромний, інтродуцент       | Недосліджений            |            |
| Vimba vimba                                 | Linnaeus, 1758                                   | Рибець звичайний             | Прісноводний, місцевий        | Найменший ризик          |            |
| Родина: Чукучанові (Catostomidae)           |                                                  |                              |                               |                          |            |
| Ictiobus bubalus                            | (Rafinesque, 1818)                               | Буфало малоротий             | Прісноводний, інтродуцент     | Недосліджений            |            |
| Ictiobus cyprinellus                        | (Valenciennes, 1844)                             | Буфало великоротий           | Прісноводний, інтродуцент     | Недосліджений            |            |
| Ictiobus niger                              | (Rafinesque, 1819)                               | Буфало чорний                | Прісноводний, інтродуцент     | Недосліджений            |            |
| Родина: В'юнові (Cobitidae)                 |                                                  |                              |                               |                          |            |
| Cobitis elongatoides                        | (Bacescu & Maier, 1969)                          | Щипавка дунайська            | Прісноводний, місцевий        | Недосліджений            |            |
| Cobitis melanoleuca                         | Nichols, 1925                                    | Щипавка сибірська            | Прісноводний, місцевий        | Найменший ризик          |            |
| Cobitis taenia                              | Linnaeus, 1758                                   | Щипавка звичайна             | Прісноводний, місцевий        | Найменший ризик          |            |
| Cobitis tanaitica                           | (Bacescu & Maier, 1969)                          | Щипавка танайська            | Прісноводний, місцевий        | Недосліджений            |            |
| Cobitis taurica                             | (Vasil'eva, Vasil'ev, Janko, Ráb & Rábová, 2005) | Щипавка кримська             | Прісноводний, місцевий        | Недосліджений            |            |
| Misgurnus fossilis                          | (Linnaeus, 1758)                                 | В'юн звичайний               | Прісноводний, місцевий        | Найменший ризик          |            |
| Sabanejewia balcanica                       | (Karaman, 1922)                                  | Щипавка балканська           | Прісноводний, місцевий        | Недосліджений            |            |
| Sabanejewia baltica                         | (Witkowski, 1994)                                | Щипавка північна             | Прісноводний, місцевий        | Недосліджений            |            |
| Sabanejewia bulgarica                       | (Drensky, 1928)                                  | Щипавка болгарська           | Прісноводний, місцевий        | Недосліджений            |            |
| Родина: Баліторові (Balitoridae)            |                                                  |                              |                               |                          |            |
| Barbatula barbatula                         | (Linnaeus, 1758)                                 | Слиж звичайний               | Прісноводний, місцевий        | Найменший ризик          |            |
| Ряд: Сомоподібні (Siluriformes)             |                                                  |                              |                               |                          |            |
| Родина: Ікталурові (Ictaluridae)            |                                                  |                              |                               |                          |            |
| Ameiurus melas                              | Rafinesque, 1820                                 | Сомик чорний                 | Прісноводний, інтродуцент     | Недосліджений            |            |
| Ameiurus nebulosus                          | Lesueur, 1819                                    | Сомик коричневий             | Прісноводний, інтродуцент     | Недосліджений            |            |
| Ictalurus punctatus                         | Rafinesque, 1818                                 | Сом канальний                | Прісноводний, інтродуцент     | Недосліджений            |            |
| Родина: Сомові (Siluridae)                  |                                                  |                              |                               |                          |            |
| Silurus glanis                              | Linnaeus, 1758                                   | Сом європейський             | Прісноводний, місцевий        | Найменший ризик          |            |
| Ряд: Лососеподібні (Salmoniformes)          |                                                  |                              |                               |                          |            |
| Родина: Лососеві (Salmonidae)               |                                                  |                              |                               |                          |            |
| Coregonus autumnalis                        | Pallas, 1776                                     | Омуль                        | Прісноводний, інтродуцент     | Найменший ризик          |            |
| Coregonus lavaretus                         | (Linnaeus, 1758)                                 | Сиг європейський             | Прісноводний, місцевий        | Уразливий                |            |
| Coregonus maraena                           | (Bloch, 1779)                                    | Сиг-марена                   | Прісноводний, місцевий        | Уразливий                |            |
| Coregonus maraenoides                       | (Berg, 1916)                                     | Сиг чудський                 | Прісноводний, інтродуцент     | Недосліджений            |            |
| Coregonus nasus                             | Pallas, 1776                                     | Чир                          | Прісноводний, інтродуцент     | Найменший ризик          |            |
| Coregonus peled                             | (Gmelin, 1788)                                   | Пелядь                       | Прісноводний, інтродуцент     | Найменший ризик          |            |
| Hucho hucho                                 | (Linnaeus, 1758)                                 | Головатиця                   | Прісноводний, місцевий        | Під загрозою вимирання   |            |
| Oncorhynchus mykiss                         | (Walbaum, 1792)                                  | Пструг райдужний             | Анадромний, інтродуцент       | Недосліджений            |            |
| Salmo labrax                                | Pallas, 1814                                     | Лосось чорноморський         | Анадромний, місцевий          | Найменший ризик          |            |
| Salmo trutta                                | Linnaeus, 1758                                   | Пструг струмковий            | Прісноводний, місцевий        | Найменший ризик          |            |
| Salvelinus fontinalis                       | (Mitchill, 1814)                                 | Палія американська           | Прісноводний, інтродуцент     | Недосліджений            |            |
| Thymallus thymallus                         | Linnaeus, 1758                                   | Харіус європейський          | Прісноводний, місцевий        | Найменший ризик          |            |
| Ряд: Щукоподібні (Esociformes)              |                                                  |                              |                               |                          |            |
| Родина: Щукові (Esocidae)                   |                                                  |                              |                               |                          |            |
| Esox lucius                                 | Linnaeus, 1758                                   | Щука звичайна                | Прісноводний, місцевий        | Найменший ризик          |            |
| Родина: Умброві (Umbridae)                  |                                                  |                              |                               |                          |            |
| Umbra krameri                               | Walbaum, 1792                                    | Умбра європейська            | Прісноводний, місцевий        | Уразливий                |            |
| Ряд: Тріскоподібні (Gadiformes)             |                                                  |                              |                               |                          |            |
| Родина: Миневі (Lotidae)                    |                                                  |                              |                               |                          |            |
| Lota lota                                   | Oken, 1817                                       | Минь річковий                | Прісноводний, місцевий        | Найменший ризик          |            |
| Gaidropsarus mediterraneus                  | (Linnaeus, 1758)                                 | Минь середземноморський      | Морський, місцевий            | Недосліджений            |            |
| Родина: Тріскові (Gadidae)                  |                                                  |                              |                               |                          |            |
| Merlangius merlangus                        | Linnaeus, 1758                                   | Мерланг                      | Морський, місцевий            | Недосліджений            |            |
| Micromesistius poutassou                    | (Risso, 1827)                                    | Путасу північна              | Морський, випадковий          | Недосліджений            |            |
| Ряд: Ошибнеподібні (Ophidiiformes)          |                                                  |                              |                               |                          |            |
| Родина: Ошибневі (Ophidiidae)               |                                                  |                              |                               |                          |            |
| Ophidion rochei                             | Müller, 1845                                     | Ошибень звичайний            | Морський, місцевий            | Даних недостатньо        |            |
| Ряд: Вудильникоподібні (Lophiiformes)       |                                                  |                              |                               |                          |            |
| Родина: Вудильникові (Lophiidae)            |                                                  |                              |                               |                          |            |
| Lophius piscatorius                         | Linnaeus, 1758                                   | Морський чорт                | Морський, місцевий            | Недосліджений            |            |
| Ряд: Атериноподібні (Atheriniformes)        |                                                  |                              |                               |                          |            |
| Родина: Атеринові (Atherinidae)             |                                                  |                              |                               |                          |            |
| Atherina boyeri                             | Risso, 1810                                      | Атерина піщана               | Солонуватоводний, місцевий    | Найменший ризик          |            |
| Atherina hepsetus                           | Linnaeus, 1758                                   | Атерина середземноморська    | Морський, місцевий            | Недосліджений            |            |
| Ряд: Сарганоподібні (Beloniformes)          |                                                  |                              |                               |                          |            |
| Родина: Сарганові (Belonidae)               |                                                  |                              |                               |                          |            |
| Belone belone                               | (Linnaeus, 1761)                                 | Сарган звичайний             | Морський, місцевий            | Недосліджений            |            |
| Родина: Адріаніхтові (Adrianichthyidae)     |                                                  |                              |                               |                          |            |
| Oryzias sinensis                            | Chen, Uwa & Chu, 1989                            | Медака китайська             | Прісноводний, інвазивний      | Найменший ризик          |            |
| Ряд: Коропозубоподібні (Cyprinodontiformes) |                                                  |                              |                               |                          |            |
| Родина: Пецилієві (Poeciliidae)             |                                                  |                              |                               |                          |            |
| Gambusia holbrooki                          | Girard, 1859                                     | Гамбузія східна              | Прісноводний, інтродуцент     | Недосліджений            |            |
| Poecilia reticulata                         | Peters, 1859                                     | Гупі                         | Прісноводний, інтродуцент     | Недосліджений            |            |
| Ряд: Сонцевикоподібні (Zeiformes)           |                                                  |                              |                               |                          |            |
| Родина: Зевсові (Zeidae)                    |                                                  |                              |                               |                          |            |
| Zeus faber                                  | Linnaeus, 1758                                   | Сонцевик звичайний           | Морський, місцевий            | Недосліджений            |            |
| Ряд: Колючкоподібні (Gasterosteiformes)     |                                                  |                              |                               |                          |            |
| Родина: Колючкові (Gasterosteidae)          |                                                  |                              |                               |                          |            |
| Gasterosteus aculeatus                      | Linnaeus, 1758                                   | Колючка триголкова           | Евригалинний, місцевий        | Найменший ризик          |            |
| Pungitius platygaster                       | (Kessler, 1859)                                  | Колючка південна             | Евригалинний, місцевий        | Найменший ризик          |            |
| Ряд: Іглицеподібні (Syngnathiformes)        |                                                  |                              |                               |                          |            |
| Родина: Іглицеві (Syngnathidae)             |                                                  |                              |                               |                          |            |
| Hippocampus guttulatus                      | (Cuvier, 1829)                                   | Морський коник довгорилий    | Морський, місцевий            | Даних недостатньо        |            |
| Nerophis ophidion                           | (Linnaeus, 1758)                                 | Морське шило                 | Морський, місцевий            | Недосліджений            |            |
| Syngnathus abaster                          | Risso, 1826                                      | Іглиця пухлощока             | Солонуватоводний, місцевий    | Найменший ризик          |            |
| Syngnathus acus                             | Linnaeus, 1758                                   | Іглиця звичайна              | Морський, місцевий            | Недосліджений            |            |
| Syngnathus schmidti                         | Popov, 1927                                      | Іглиця шипувата              | Солонуватоводний, місцевий    | Недосліджений            |            |
| Syngnathus tenuirostris                     | Rathke, 1837                                     | Іглиця тонкорила             | Солонуватоводний, місцевий    | Даних недостатньо        |            |
| Syngnathus typhle                           | Linnaeus, 1758                                   | Іглиця довгорила             | Морський, місцевий            | Недосліджений            |            |
| Syngnathus variegatus                       | Pallas, 1814                                     | Іглиця товсторила            | Солонуватоводний, місцевий    | Недосліджений            |            |
| Ряд: Скорпеноподібні (Scorpaeniformes)      |                                                  |                              |                               |                          |            |
| Родина: Скорпенові (Scorpaenidae)           |                                                  |                              |                               |                          |            |
| Scorpaena porcus                            | Linnaeus, 1758                                   | Скорпена звичайна            | Морський, місцевий            | Недосліджений            |            |
| Родина: Довгоперові (Dactylopteridae)       |                                                  |                              |                               |                          |            |
| Dactylopterus volitans                      | Linnaeus, 1758                                   | Довгопер                     | Морський, випадковий          | Недосліджений            |            |
| Родина: Триглові (Triglidae)                |                                                  |                              |                               |                          |            |
| Chelidonichthys cuculus                     | (Linnaeus, 1758)                                 | Морський півень червоний     | Морський, випадковий          | Недосліджений            |            |
| Chelidonichthys lucerna                     | (Linnaeus, 1758)                                 | Морський півень жовтий       | Морський, місцевий            | Недосліджений            |            |
| Родина: Бабцеві (Cottidae)                  |                                                  |                              |                               |                          |            |
| Cottus gobio                                | Linnaeus, 1758                                   | Бабець європейський          | Прісноводний, місцевий        | Найменший ризик          |            |
| Cottus microstomus                          | (Heckel, 1837)                                   | Бабець малоротий             | Прісноводний, місцевий        | Найменший ризик          |            |
| Cottus poecilopus                           | Heckel, 1837                                     | Бабець строкатоплавцевий     | Прісноводний, місцевий        | Найменший ризик          |            |
| Ряд: Присоскопероподібні (Gobiesociformes)  |                                                  |                              |                               |                          |            |
| Родина: Присоскоперові (Gobiesocidae)       |                                                  |                              |                               |                          |            |
| Diplecogaster bimaculata                    | (Bonnaterre, 1788)                               | Риба-качечка двоплямиста     | Морський, місцевий            | Недосліджений            |            |
| Lepadogaster candolii                       | Risso, 1810                                      | Риба-качечка товсторила      | Морський, місцевий            | Недосліджений            |            |
| Lepadogaster lepadogaster                   | (Bonnaterre, 1788)                               | Риба-качечка європейська     | Морський, місцевий            | Недосліджений            |            |
| Ряд: Окунеподібні (Perciformes)             |                                                  |                              |                               |                          |            |
| Родина: Собачкові (Blenniidae)              |                                                  |                              |                               |                          |            |
| Aidablennius sphynx                         | (Valenciennes, 1836)                             | Собачка-сфінкс               | Морський, місцевий            | Недосліджений            |            |
| Blennius ocellaris                          | Linnaeus, 1758                                   | Собачка-метелик              | Морський, випадковий          | Недосліджений            |            |
| Coryphoblennius galerita                    | (Linnaeus, 1758)                                 | Собачка чубатий              | Морський, місцевий            | Недосліджений            |            |
| Microlipophrys adriaticus                   | (Steindachner & Kolombatovic, 1883)              | Собачка адріатичний          | Морський, випадковий          | Даних недостатньо        |            |
| Parablennius gattorugine                    | (Linnaeus, 1758)                                 | Собачка тупорилий            | Морський, випадковий          | Недосліджений            |            |
| Parablennius incognitus                     | Bath, 1968                                       | Собачка таємничий            | Морський, інвазивний          | Недосліджений            |            |
| Parablennius sanguinolentus                 | (Pallas, 1814)                                   | Собачка червоно-жовтий       | Морський, місцевий            | Недосліджений            |            |
| Parablennius tentacularis                   | (Brünnich, 1768)                                 | Собачка щупальцевий          | Морський, місцевий            | Недосліджений            |            |
| Parablennius zvonimiri                      | Kolombatovic, 1892                               | Собачка Звонимира            | Морський, місцевий            | Даних недостатньо        |            |
| Salaria pavo                                | (Risso, 1810)                                    | Собачка-павич                | Морський, місцевий            | Недосліджений            |            |
| Родина: Трьохперкові (Tripterygiidae)       |                                                  |                              |                               |                          |            |
| Tripterygion tripteronotus                  | (Risso, 1810)                                    | Трьохперка чорноголова       | Морський, місцевий            | Найменший ризик          |            |
| Родина: Піскаркові (Callionymidae)          |                                                  |                              |                               |                          |            |
| Callionymus fasciatus                       | Valenciennes, 1837                               | Піскарка смугаста            | Морський, місцевий            | Найменший ризик          |            |
| Callionymus pusillus                        | Delaroche, 1809                                  | Піскарка бура                | Морський, місцевий            | Недосліджений            |            |
| Callionymus risso                           | Le Sueur, 1814                                   | Піскарка сіра                | Морський, місцевий            | Недосліджений            |            |
| Родина: Головешкові (Odontobutidae)         |                                                  |                              |                               |                          |            |
| Perccottus glenii                           | Dybowski, 1877                                   | Ротань-головешка             | Прісноводний, інвазивний      | Недосліджений            |            |
| Родина: Бичкові (Gobiidae)                  |                                                  |                              |                               |                          |            |
| Aphia minuta                                | (Risso, 1810)                                    | Бичок прозорий               | Морський, місцевий            | Недосліджений            |            |
| Babka gymnotrachelus                        | (Kessler, 1857)                                  | Бичок-гонець                 | Солонуватоводний, місцевий    | Найменший ризик          |            |
| Benthophiloides brauneri                    | Beling & Iljin, 1927                             | Пуголовочка Браунера         | Солонуватоводний, місцевий    | Даних недостатньо        |            |
| Benthophilus durrelli                       | Boldyrev & Bogutskaya, 2004                      | Пуголовка донська            | Прісноводний, місцевий        | Найменший ризик          |            |
| Benthophilus magistri                       | Iljin, 1927                                      | Пуголовка азовська           | Солонуватоводний, місцевий    | Найменший ризик          |            |
| Benthophilus nudus                          | Berg, 1898                                       | Пуголовка гола               | Солонуватоводний, місцевий    | Найменший ризик          |            |
| Benthophilus stellatus                      | (Sauvage, 1874)                                  | Пуголовка зірчаста           | Солонуватоводний, місцевий    | Найменший ризик          |            |
| Caspiosoma caspium                          | (Kessler, 1877)                                  | Бичок-голяк                  | Солонуватоводний, місцевий    | Найменший ризик          |            |
| Chromogobius quadrivittatus                 | (Steindachner, 1863)                             | Бичок смугастий              | Морський, випадковий          | Найменший ризик          |            |
| Gammogobius steinitzi                       | (Bath, 1971)                                     | Бичок Штайниця               | Морський, інвазивний          | Даних недостатньо        |            |
| Gobius bucchichi                            | Steindachner, 1870                               | Бичок-рись                   | Морський, місцевий            | Найменший ризик          |            |
| Gobius cobitis                              | Pallas, 1814                                     | Бичок-кругляш                | Морський, місцевий            | Найменший ризик          |            |
| Gobius cruentatus                           | Gmelin, 1789                                     | Бичок червоноротий           | Морський, інвазивний          | Недосліджений            |            |
| Gobius niger                                | Linnaeus, 1758                                   | Бичок чорний                 | Солонуватоводний, місцевий    | Недосліджений            |            |
| Gobius paganellus                           | Linnaeus, 1758                                   | Бичок скельний               | Морський, місцевий            | Недосліджений            |            |
| Gobius xanthocephalus                       | Heymer & Zander, 1992                            | Бичок жовтоголовий           | Морський, місцевий            | Найменший ризик          |            |
| Knipowitschia caucasica                     | (Berg, 1916)                                     | Кніповичія кавказька         | Солонуватоводний, місцевий    | Найменший ризик          |            |
| Knipowitschia longecaudata                  | (Berg, 1916)                                     | Бичок-хвостач                | Солонуватоводний, місцевий    | Найменший ризик          |            |
| Mesogobius batrachocephalus                 | (Pallas, 1814)                                   | Бичок жабоголовий            | Солонуватоводний, місцевий    | Найменший ризик          |            |
| Millerigobius macrocephalus                 | (Kolombatovic, 1891)                             | Бичок великоголовий          | Морський, інвазивний          | Недосліджений            |            |
| Neogobius fluviatilis                       | (Pallas, 1814)                                   | Бичок-бабка                  | Солонуватоводний, місцевий    | Найменший ризик          |            |
| Neogobius melanostomus                      | (Pallas, 1814)                                   | Бичок-кругляк                | Солонуватоводний, місцевий    | Найменший ризик          |            |
| Pomatoschistus bathi                        | (Miller, 1982)                                   | Лисун Бата                   | Солонуватоводний, інвазивний  | Недосліджений            |            |
| Pomatoschistus marmoratus                   | (Risso, 1810)                                    | Лисун мармуровий             | Солонуватоводний, місцевий    | Недосліджений            |            |
| Pomatoschistus minutus                      | (Pallas, 1770)                                   | Лисун малий                  | Солонуватоводний, місцевий    | Недосліджений            |            |
| Pomatoschistus pictus                       | Malm, 1865                                       | Лисун мальований             | Солонуватоводний, випадковий  | Недосліджений            |            |
| Ponticola cephalargoides                    | (Pinchuk, 1976)                                  | Бичок Пінчука                | Солонуватоводний, місцевий    | Недосліджений            |            |
| Ponticola eurycephalus                      | (Kessler, 1874)                                  | Бичок рудий                  | Солонуватоводний, місцевий    | Найменший ризик          |            |
| Ponticola kessleri                          | (Günther, 1861)                                  | Бичок-головань               | Солонуватоводний, місцевий    | Найменший ризик          |            |
| Ponticola platyrostris                      | (Pallas, 1814)                                   | Бичок-губань                 | Солонуватоводний, місцевий    | Найменший ризик          |            |
| Ponticola ratan                             | (Nordmann, 1840)                                 | Бичок кам'яний               | Солонуватоводний, місцевий    | Недосліджений            |            |
| Ponticola syrman                            | (Nordmann, 1840)                                 | Бичок-сурман                 | Солонуватоводний, місцевий    | Найменший ризик          |            |
| Proterorhinus marmoratus                    | (Pallas, 1814)                                   | Бичок-цуцик морський         | Солонуватоводний, місцевий    | Найменший ризик          |            |
| Proterorhinus semilunaris                   | (Heckel, 1837)                                   | Бичок-цуцик західний         | Прісноводний, місцевий        | Найменший ризик          |            |
| Proterorhinus tataricus                     | Freyhof & Naseka, 2007                           | Бичок-цуцик чорноріченський  | Прісноводний, місцевий        | На межі зникнення        |            |
| Tridentiger trigonocephalus                 | (Gill, 1859)                                     | Бичок-хамелеон               | Солонуватоводний, інвазивний  | Недосліджений            |            |
| Zosterisessor ophiocephalus                 | (Pallas, 1814)                                   | Бичок-зеленчак               | Морський, місцевий            | Даних недостатньо        |            |
| Родина: Губаневі (Labridae)                 |                                                  |                              |                               |                          |            |
| Ctenolabrus rupestris                       | (Linnaeus, 1758)                                 | Губань-скельник              | Морський, місцевий            | Недосліджений            |            |
| Labrus viridis                              | Linnaeus, 1758                                   | Губань зелений               | Морський, місцевий            | Уразливий                |            |
| Symphodus cinereus                          | (Bonnaterre, 1788)                               | Зеленушка-орябок             | Морський, місцевий            | Найменший ризик          |            |
| Symphodus ocellatus                         | Forsskål, 1775                                   | Зеленушка плямиста           | Морський, місцевий            | Найменший ризик          |            |
| Symphodus roissali                          | (Risso, 1810)                                    | Зеленушка-перепілка          | Морський, місцевий            | Найменший ризик          |            |
| Symphodus rostratus                         | (Bloch, 1791)                                    | Зеленушка носата             | Морський, місцевий            | Найменший ризик          |            |
| Symphodus tinca                             | (Linnaeus, 1758)                                 | Зеленушка-рулена             | Морський, місцевий            | Найменший ризик          |            |
| Родина: Помацентрові (Pomacentridae)        |                                                  |                              |                               |                          |            |
| Chromis chromis                             | (Linnaeus, 1758)                                 | Морська ластівка             | Морський, місцевий            | Недосліджений            |            |
| Родина: Кефалеві (Mugilidae)                |                                                  |                              |                               |                          |            |
| Chelon labrosus                             | (Risso, 1827)                                    | Стрибка                      | Морський, випадковий          | Недосліджений            |            |
| Liza aurata                                 | (Risso, 1810)                                    | Сингіль                      | Морський, місцевий            | Найменший ризик          |            |
| Liza haematocheilus                         | (Temminck & Schlegel, 1845)                      | Піленгас                     | Солонуватоводний, інтродуцент | Недосліджений            |            |
| Liza ramada                                 | (Risso, 1810)                                    | Кефаль-головач               | Морський, місцевий            | Недосліджений            |            |
| Liza saliens                                | (Risso, 1810)                                    | Гостроніс                    | Морський, місцевий            | Найменший ризик          |            |
| Mugil cephalus                              | Linnaeus, 1758                                   | Лобань                       | Морський, місцевий            | Найменший ризик          |            |
| Родина: Ставридові (Carangidae)             |                                                  |                              |                               |                          |            |
| Trachurus mediterraneus                     | (Steindachner, 1868)                             | Ставрида середземноморська   | Морський, місцевий            | Недосліджений            |            |
| Trachurus trachurus                         | (Linnaeus, 1758)                                 | Ставрида атлантична          | Морський, місцевий            | Недосліджений            |            |
| Naucrates ductor                            | (Linnaeus, 1758)                                 | Риба-лоцман                  | Морський, випадковий          | Недосліджений            |            |
| Родина: Центракантові (Centracanthidae)     |                                                  |                              |                               |                          |            |
| Spicara maena                               | (Linnaeus, 1758)                                 | Смарида смугаста             | Морський, місцевий            | Недосліджений            |            |
| Spicara smaris                              | (Linnaeus, 1758)                                 | Смарида звичайна             | Морський, місцевий            | Недосліджений            |            |
| Родина: Центрархові (Centrarchidae)         |                                                  |                              |                               |                          |            |
| Lepomis gibbosus                            | (Linnaeus, 1758)                                 | Царьок                       | Прісноводний, інвазивний      | Недосліджений            |            |
| Родина: Щетинкозубі (Chaetodontidae)        |                                                  |                              |                               |                          |            |
| Heniochus acuminatus                        | (Linnaeus, 1758)                                 | Кабуба білопера              | Морський, випадковий          | Найменший ризик          |            |
| Родина: Моронові (Moronidae)                |                                                  |                              |                               |                          |            |
| Dicentrarchus labrax                        | (Linnaeus, 1758)                                 | Лаврак                       | Морський, місцевий            | Найменший ризик          |            |
| Morone saxatilis                            | (Walbaum, 1792)                                  | Окунь смугастий              | Евригалинний, інтродуцент     | Недосліджений            |            |
| Родина: Барабулеві (Mullidae)               |                                                  |                              |                               |                          |            |
| Mullus barbatus                             | Linnaeus, 1758                                   | Барабуля звичайна            | Морський, місцевий            | Недосліджений            |            |
| Родина: Окуневі (Percidae)                  |                                                  |                              |                               |                          |            |
| Gymnocephalus acerina                       | Güldenstädt, 1774                                | Носар                        | Прісноводний, місцевий        | Найменший ризик          |            |
| Gymnocephalus baloni                        | Holcík & Hensel, 1974                            | Йорж дунайський              | Прісноводний, місцевий        | Найменший ризик          |            |
| Gymnocephalus cernua                        | Linnaeus, 1758                                   | Йорж звичайний               | Прісноводний, місцевий        | Найменший ризик          |            |
| Gymnocephalus schraetser                    | Linnaeus, 1758                                   | Йорж смугастий               | Прісноводний, місцевий        | Найменший ризик          |            |
| Perca fluviatilis                           | Linnaeus, 1758                                   | Окунь звичайний              | Прісноводний, місцевий        | Найменший ризик          |            |
| Percarina demidoffii                        | Nordmann, 1840                                   | Сопач чорноморський          | Солонуватоводний, місцевий    | Близький до загрозливого |            |
| Percarina maeotica                          | Kuznetsov, 1888                                  | Сопач азовський              | Солонуватоводний, місцевий    | Найменший ризик          |            |
| Sander lucioperca                           | (Linnaeus, 1758)                                 | Судак звичайний              | Прісноводний, місцевий        | Найменший ризик          |            |
| Sander marinus                              | (Cuvier, 1828)                                   | Судак морський               | Солонуватоводний, місцевий    | Даних недостатньо        |            |
| Sander volgensis                            | (Gmelin, 1789)                                   | Судак волзький               | Прісноводний, місцевий        | Найменший ризик          |            |
| Zingel streber                              | (Siebold, 1863)                                  | Чіп малий                    | Прісноводний, місцевий        | Найменший ризик          |            |
| Zingel zingel                               | Linnaeus, 1766                                   | Чіп звичайний                | Прісноводний, місцевий        | Найменший ризик          |            |
| Родина: Луфареві (Pomatomidae)              |                                                  |                              |                               |                          |            |
| Pomatomus saltatrix                         | (Linnaeus, 1766)                                 | Луфар                        | Морський, місцевий            | Недосліджений            |            |
| Родина: Горбаневі (Sciaenidae)              |                                                  |                              |                               |                          |            |
| Argyrosomus regius                          | Asso, 1801                                       | Горбань сріблястий           | Морський, місцевий            | Недосліджений            |            |
| Sciaena umbra                               | (Linnaeus, 1758)                                 | Горбань темний               | Морський, місцевий            | Недосліджений            |            |
| Umbrina cirrosa                             | (Linnaeus, 1758)                                 | Горбань світлий              | Морський, місцевий            | Недосліджений            |            |
| Родина: Серранові (Serranidae)              |                                                  |                              |                               |                          |            |
| Serranus cabrilla                           | (Linnaeus, 1758)                                 | Пильчак-ханос                | Морський, місцевий            | Недосліджений            |            |
| Serranus scriba                             | (Linnaeus, 1758)                                 | Пильчак кам'яний             | Морський, місцевий            | Недосліджений            |            |
| Родина: Спарові (Sparidae)                  |                                                  |                              |                               |                          |            |
| Boops boops                                 | (Linnaeus, 1758)                                 | Бопс великоокий              | Морський, місцевий            | Недосліджений            |            |
| Dentex dentex                               | (Linnaeus, 1758)                                 | Зубань звичайний             | Морський, місцевий            | Недосліджений            |            |
| Diplodus annularis                          | (Linnaeus, 1758)                                 | Ласкир                       | Морський, місцевий            | Недосліджений            |            |
| Diplodus puntazzo                           | Cetti, 1777                                      | Зубарик                      | Морський, місцевий            | Недосліджений            |            |
| Diplodus sargus                             | (Linnaeus, 1758)                                 | Сарг                         | Морський, місцевий            | Недосліджений            |            |
| Pagellus erythrinus                         | (Linnaeus, 1758)                                 | Пагель червоний              | Морський, місцевий            | Недосліджений            |            |
| Sarpa salpa                                 | (Linnaeus, 1758)                                 | Сарпа                        | Морський, інвазивний?         | Недосліджений            |            |
| Sparus aurata                               | Linnaeus, 1758                                   | Спар                         | Морський, інвазивний?         | Недосліджений            |            |
| Родина: Баракудові (Sphyraenidae)           |                                                  |                              |                               |                          |            |
| Sphyraena pinguis                           | (Günther, 1874)                                  | Баракуда червона             | Морський, випадковий          | Недосліджений            |            |
| Sphyraena sphyraena                         | (Linnaeus, 1758)                                 | Баракуда європейська         | Морський, місцевий            | Недосліджений            |            |
| Родина: Скумбрієві (Scombridae)             |                                                  |                              |                               |                          |            |
| Sarda sarda                                 | Bloch, 1793                                      | Пеламіда атлантична          | Морський, місцевий            | Найменший ризик          |            |
| Scomber colias                              | Gmelin, 1789                                     | Скумбрія середземноморська   | Морський, місцевий            | Найменший ризик          |            |
| Scomber scombrus                            | Linnaeus, 1758                                   | Скумбрія атлантична          | Морський, місцевий            | Найменший ризик          |            |
| Thunnus thynnus                             | (Linnaeus, 1758)                                 | Тунець блакитний             | Морський, місцевий            | Під загрозою вимирання   |            |
| Родина: Мечорилі (Xiphiidae)                |                                                  |                              |                               |                          |            |
| Xiphias gladius                             | Linnaeus, 1758                                   | Риба-меч                     | Морський, місцевий            | Найменший ризик          |            |
| Родина: Піщанкові (Ammodytidae)             |                                                  |                              |                               |                          |            |
| Gymnammodytes cicerelus                     | (Rafinesque, 1810)                               | Піщанка стручкувата          | Морський, місцевий            | Недосліджений            |            |
| Родина: Дракончикові (Trachinidae)          |                                                  |                              |                               |                          |            |
| Trachinus draco                             | Linnaeus, 1758                                   | Дракончик великий            | Морський, місцевий            | Недосліджений            |            |
| Родина: Зіркоглядові (Uranoscopidae)        |                                                  |                              |                               |                          |            |
| Uranoscopus scaber                          | Linnaeus, 1758                                   | Зіркогляд звичайний          | Морський, місцевий            | Недосліджений            |            |
| Ряд: Камбалоподібні (Pleuronectiformes)     |                                                  |                              |                               |                          |            |
| Родина: Калканові (Scophthalmidae)          |                                                  |                              |                               |                          |            |
| Scophthalmus maeoticus                      | (Pallas, 1814)                                   | Калкан чорноморський         | Морський, місцевий            | Недосліджений            |            |
| Scophthalmus rhombus                        | (Linnaeus, 1758)                                 | Калкан гладенький            | Морський, місцевий            | Недосліджений            |            |
| Родина: Ботові (Bothidae)                   |                                                  |                              |                               |                          |            |
| Arnoglossus kessleri                        | (Schmidt, 1915)                                  | Арноглось Кесслера           | Морський, місцевий            | Даних недостатньо        |            |
| Родина: Камбалові (Pleuronectidae)          |                                                  |                              |                               |                          |            |
| Platichthys flesus                          | Linnaeus, 1758                                   | Глось                        | Солонуватоводний, місцевий    | Найменший ризик          |            |
| Родина: Язикові (Soleidae)                  |                                                  |                              |                               |                          |            |
| Pegusa nasuta                               | (Pallas, 1814)                                   | Морський язик носатий        | Морський, місцевий            | Недосліджений            |            |
| Ряд: Скелезубоподібні (Tetraodontiformes)   |                                                  |                              |                               |                          |            |
| Родина: Спинорогові (Balistidae)            |                                                  |                              |                               |                          |            |
| Balistes capriscus                          | (Gmelin, 1789)                                   | Спиноріг сірий               | Морський, місцевий            | Недосліджений            |            |